# محاري مثلم
محاري مثلم (الاسم العلمي: Pleurotus sulcatus) هو نوع من الفطريات يتبع جنس المحاري من فصيلة المحارية.